# Лоувілл (Нью-Йорк)
Лоувілл (англ. Lowville) — місто (англ. town) в США, в окрузі Льюїс штату Нью-Йорк. Населення — 4888 осіб (2020).

## Клімат
Містечко знаходиться у зоні, котра характеризується вологим континентальним кліматом з теплим літом. Найтепліший місяць — липень із середньою температурою 19.9 °C (67.9 °F). Найхолодніший місяць — січень, із середньою температурою -8.1 °С (17.4 °F).
| Клімат Лоувілла         | Клімат Лоувілла | Клімат Лоувілла | Клімат Лоувілла | Клімат Лоувілла | Клімат Лоувілла | Клімат Лоувілла | Клімат Лоувілла | Клімат Лоувілла | Клімат Лоувілла | Клімат Лоувілла | Клімат Лоувілла | Клімат Лоувілла | Клімат Лоувілла |
| Показник                | Січ.            | Лют.            | Бер.            | Квіт.           | Трав.           | Черв.           | Лип.            | Серп.           | Вер.            | Жовт.           | Лист.           | Груд.           | Рік             |
| Абсолютний максимум, °C | 17,8            | 15              | 30              | 31,7            | 35,6            | 37,2            | 37,8            | 36,7            | 35              | 30,6            | 24,4            | 19,4            | 37,8            |
| Середній максимум, °C   | −2,7            | −1,8            | 3,6             | 11,3            | 18,9            | 24              | 26,4            | 25,4            | 21,1            | 14,4            | 6,6             | −0,4            | 12,2            |
| Середня температура, °C | −8,1            | −7,5            | −1,7            | 5,6             | 12,4            | 17,5            | 19,9            | 18,9            | 14,7            | 8,6             | 2,1             | −5,2            | 6,4             |
| Середній мінімум, °C    | −13,7           | −12,4           | −7,2            | 0,2             | 5,8             | 11,2            | 13,6            | 12,5            | 8,2             | 2,5             | −2,4            | −9,2            | 0,8             |
| Абсолютний мінімум, °C  | −38,3           | −37,8           | −32,8           | −20             | −6,7            | −2,2            | 1,7             | −1,7            | −5,6            | −12,8           | −26,1           | −40             | −40             |
| Норма опадів, мм        | 81              | 67              | 72              | 75              | 81              | 84              | 83              | 87              | 86              | 92              | 94              | 90              | 991             |
| Днів з опадами          | 16              | 14              | 13              | 13              | 13              | 11              | 11              | 11              | 12              | 13              | 15              | 16              | 158             |
| Днів з дощем            | 16,7            | 14              | 14,1            | 13,9            | 13              | 11,5            | 10,6            | 10,9            | 12,4            | 13,1            | 16              | 16,7            | 162,8           |
| Днів зі снігом          | 15,7            | 12,9            | 9,4             | 3,1             | 0,2             | 0               | 0               | 0               | 0               | 0,6             | 5,2             | 14,2            | 61,3            |
| ----------------------- | --------------- | --------------- | --------------- | --------------- | --------------- | --------------- | --------------- | --------------- | --------------- | --------------- | --------------- | --------------- | --------------- |
| Джерело: Weatherbase    |                 |                 |                 |                 |                 |                 |                 |                 |                 |                 |                 |                 |                 |

## Демографія
Згідно з переписом 2010 року, у місті мешкали 4982 особи в 1968 домогосподарствах у складі 1250 родин. Було 2133 помешкання
Расовий склад населення:
| - 97,1 % — білих - 1,2 % — чорних або афроамериканців - 0,4 % — азіатів - 0,3 % — корінних американців - 0,1 % — вихідців з тихоокеанських островів |

До двох чи більше рас належало 0,6 %. Частка іспаномовних становила 1,5 % від усіх жителів.
За віковим діапазоном населення розподілялося таким чином: 24,7 % — особи молодші 18 років, 55,2 % — особи у віці 18—64 років, 20,1 % — особи у віці 65 років та старші. Медіана віку мешканця становила 40,8 року. На 100 осіб жіночої статі у місті припадало 91,1 чоловіків;  на 100 жінок у віці від 18 років та старших — 85,8 чоловіків також старших 18 років.
Середній дохід на одне домашнє господарство  становив 72 017 доларів США (медіана — 57 417), а середній дохід на одну сім'ю — 82 918 доларів (медіана — 75 958). Медіана доходів становила 47 699 доларів для чоловіків та 49 063 долари для жінок. За межею бідності перебувало 22,0 % осіб, у тому числі 36,1 % дітей у віці до 18 років та 8,0 % осіб у віці 65 років та старших.
Цивільне працевлаштоване населення становило 2110 осіб. Основні галузі зайнятості: освіта, охорона здоров'я та соціальна допомога — 36,0 %, науковці, спеціалісти, менеджери — 13,6 %, роздрібна торгівля — 11,5 %, будівництво — 9,9 %.